# Oliver Sain
Pour les articles homonymes, voir Sain.
Oliver Sain Jr., né le 1er mars 1932 à Dundee (Mississippi) et mort le 28 octobre 2003 à Saint-Louis (Missouri), est un saxophoniste américain. Il est également un auteur-compositeur, chef d'orchestre, batteur et producteur de disques et une figure notable dans le développement de la musique Rhythm and blues, notamment à Saint-Louis (Missouri).

## Biographie
Il est né à Dundee, Mississippi, États-Unis. Il est le petit-fils de Dan Sane, le guitariste de Memphis blues de Frank Stokes, les Beale Street Sheiks (La différence d'orthographe est le résultat d'une erreur d'acte de naissance). Il joue de la trompette et de la batterie dans son enfance. En 1949, il déménage à Greenville, Mississippi pour rejoindre son beau-père, le pianiste Willie Love, en tant que batteur dans un groupe dirigé par Sonny Boy Williamson, partant bientôt pour rejoindre Howlin' Wolf en tant que batteur par intermittence pendant la décennie suivante. Après son retour de l'armée américaine, servant pendant la guerre de Corée, il est retourné à Greenville et a repris le saxophone pour rejoindre le groupe d'accompagnement de Love in Little Milton .
Sain a déménagé à Chicago en 1955, s'asseyant parfois avec le groupe de Howlin' Wolf et faisant la connaissance des propriétaires de Chess Records. En 1959, il a été invité par Little Milton à le rejoindre pour des engagements de club à East Saint Louis, et au fil du temps est devenu le directeur musical de Little Milton, se produisant occasionnellement avec Kings of Rhythm d'Ike Turner. Il a recruté Fontella Bass comme claviériste du groupe Little Milton, découvrant plus tard ses talents de chanteuse.
Après quelques années, Sain a quitté le groupe de Little Milton et a installé Fontella Bass et Bobby McClure comme co-chanteurs principaux dans son Oliver Sain Soul Revue. Le groupe a fait ses premiers enregistrements en 1964, et l'année suivante, Sain a écrit et produit le numéro 5 des charts R&B de Bass et McClure, Don't Mess Up a Good Thing enregistré aux studios Chess à Chicago et sorti sur le label Checker. La chanson a ensuite été reprise par Gregg Allman du Allman Brothers Band, sur son album solo Laid Back. Après que Bass ait quitté le groupe de Sain pour une carrière solo, elle a été remplacée par Barbara Carr, qui a continué à chanter avec Sain jusqu'en 1972.
Il a créé son propre studio d'enregistrement, Archway, à Saint-Louis en 1965, et a enregistré et produit des artistes tels que les Montclairs et Julius Hemphill, développant "un son distinctement plein et dynamique qui viendrait aider à définir l'esthétique de l'âme de St. Louis." Il sort son premier album, Main Man, en 1972, suivi de Bus Stop en 1975. Le morceau Booty Bumpin' (The Double Bump) de ce dernier album est sorti en single et a atteint la 78e place du classement R&B. Party Hearty, extrait de son album de 1976 Blue Max, atteint la 16e place du classement R&B, et son revers, She's a Disco Queen, bouillonne sous le Hot 100. Les enregistrements de Sain, y compris Bus Stop, ont également connu du succès dans les clubs britanniques (bien qu'il n'ait pas atteint le classement des singles britanniques), à la suite de quoi il a tourné au Royaume-Uni. Sa dernière entrée dans les charts R&B aux États-Unis est venue avec Feel Like Dancin en 1977.
Sain a sorti deux autres albums, So Good (In the Morning) (1981) et Fused Jazz (1983), mais s'est de plus en plus concentré sur son travail de producteur ainsi que sur les performances live. En 1982, il produit l'album Funny Stuff de Larry Davis, qui remporte un WC Handy Award. En 1987, il compose et produit le premier album de Johnnie Johnson, Blue Hand Johnnie. En 1986 et 1987, Sain a fait une tournée en Europe avec d'anciens membres des Kings of Rhythm Clayton Love, Billy Gayles, Stacy Johnson et Robbie Montgomery (l'un des Ikettes) dans le cadre des St. Louis Kings of Rhythm. Ils ont été officiellement nommés ambassadeurs de la ville de Saint-Louis par le maire Vincent Schoemehl. Sain a continué à se produire et à entreprendre des travaux en studio malgré le diagnostic de cancer de la vessie au milieu des années 1990, et est crédité d'avoir découvert la chanteuse Kim Massie. 
Sain est mort le 28 octobre 2003 d'un cancer des os, qui faisait suite à un précédent cancer de la vessie.

## Distinctions
En 2019, Sain a été intronisé au St.Louis Classic Rock Hall of Fame.